# Frou-frou (émission de télévision)
Pour les articles homonymes, voir Frou-frou.
Frou-frou (interdit aux hommes) est une émission de télévision  française créée par Thierry Ardisson, présentée par Christine Bravo et diffusée du 12 septembre 1992 au 18 juin 1994 sur France 2 chaque samedi de 18 h 50 à 19 h 50, pour un total de 72 émissions plus 3 prime time.

## Principe de l'émission
Christine Bravo et ses cinq chroniqueuses, Sonia Dubois, Valérie Expert, Joëlle Goron, Laurence Cochet et Tina Kieffer, questionnaient un invité qui participait aux différentes rubriques traitant des pôles d'intérêt féminins (mode, bijoux, santé, etc.). L'émission était construite sur le modèle des magazines de presse féminins.
Il s'agit de la première émission télévisée française uniquement présentée par des femmes.

## Générique
Le générique initial présente Christine Bravo en train de parcourir à vélo la place Saint-Sulpice (6e arrondissement de Paris) au son de la chanson Frou-frou interprétée par l'artiste camerounaise Koko Ateba. Après la naissance de sa fille, à partir de la 17ème émission du 9 janvier 1993, Christine Bravo pousse un landau entourée de ses chroniqueuses.